# Xã Tod, Quận Crawford, Ohio
Xã Tod (tiếng Anh: Tod Township) là một xã thuộc quận Crawford, tiểu bang Ohio, Hoa Kỳ. Năm 2010, dân số của xã này là 677 người.